# 68218 Nealgalt
68218 Nealgalt este un asteroid din centura principală de asteroizi.

## Descriere
68218 Nealgalt este un asteroid din centura principală de asteroizi. A fost descoperit pe 12 februarie 2001 la Junk Bond Observatory de David Healy (astronom). Asteroidul prezintă o orbită caracterizată de o semiaxă mare de 3,03 ua, o excentricitate de 0,11 și o înclinație de 2,8° în raport cu ecliptica.